# Polnische Sommermeisterschaften im Skispringen 2014
Die Polnischen Sommermeisterschaften im Skispringen 2014 fanden am 19. und 20. Juli sowie am 11. Oktober 2014 statt. Sowohl der Wettbewerb von der Großschanze als auch das Teamspringen wurden im Juli von der Adam-Małysz-Großschanze in Wisła ausgetragen. Die Meisterschaft von der Normalschanze sowie der erste Meisterschaftswettkampf der Frauen von der Mittelschanze wurden auf den Skalite-Schanzen in Szczyrk abgehalten. Die Meisterschaften wurden vom polnischen Skiverband PZN organisiert. Die Wettkämpfe in Wisła wurden von Agnieszka Baczkowska geleitet, wohingegen Janusz Malik der Wettkampfleiter in Szczyrk war.

## Ergebnisse

### Männer Normalschanze

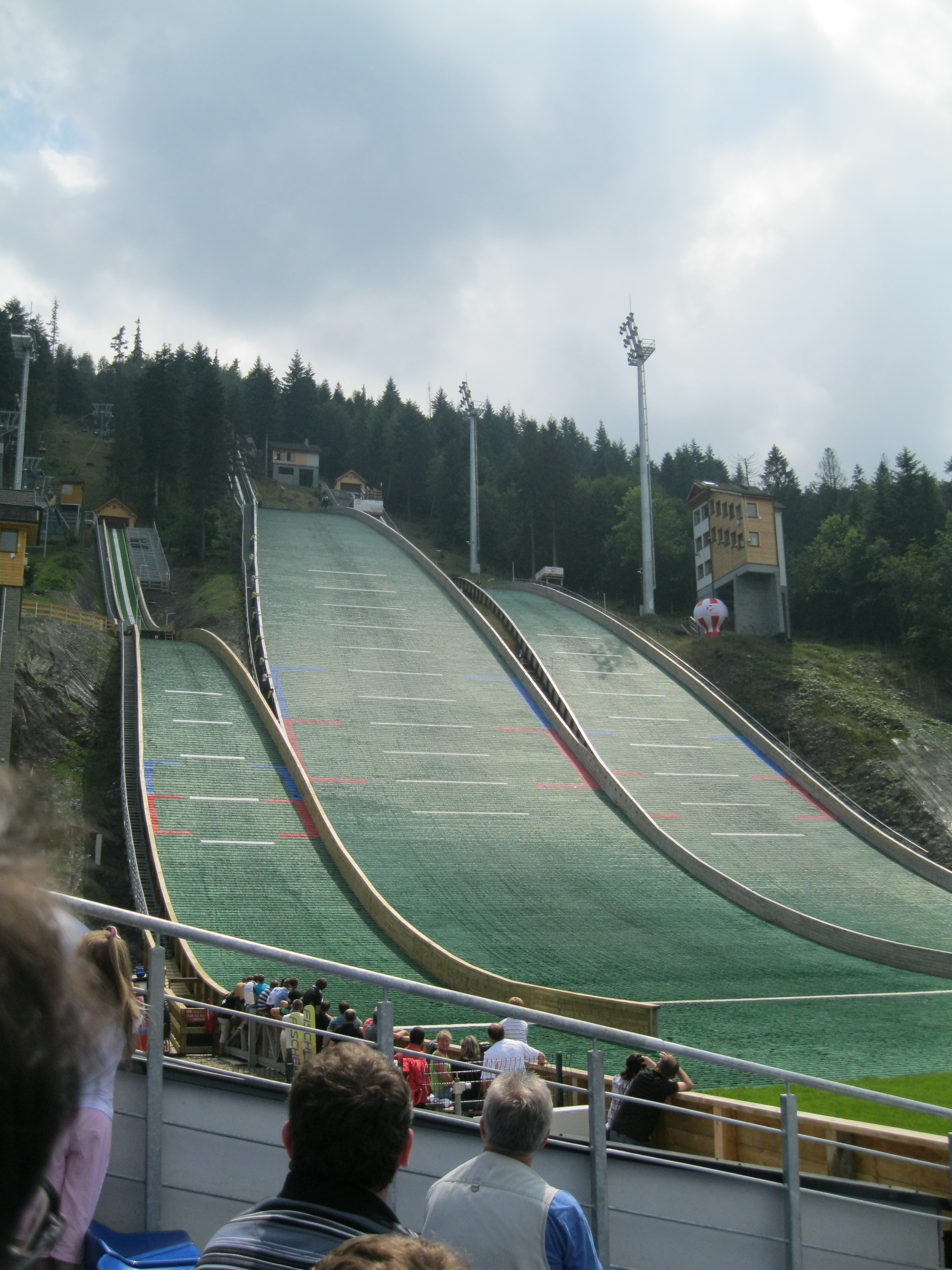
Austragungsort: Skalite

Der Einzelwettbewerb von der Normalschanze fand am 11. Oktober 2014 auf der Skalite-Normalschanze (HS 106) in Szczyrk statt. Es waren 54 Athleten gemeldet, von denen einer disqualifiziert wurde. Neben den 51 startenden Polen nahmen auch drei Tschechen am Meisterschaftsspringen teil, jedoch verpassten alle drei den zweiten Durchgang. Die weitesten Sprünge des Tages zeigten Kamil Stoch und der spätere Meister Piotr Żyła mit 106 Metern.
| Platz | Name                 | Verein                | Weite 1 | Weite 2 | Punkte |
| ----- | -------------------- | --------------------- | ------- | ------- | ------ |
| 01.   | Piotr Żyła           | KS Wisła w Wiśle      | 106,0   | 105,0   | 276,0  |
| 02.   | Kamil Stoch          | WKS Zakopane          | 106,0   | 103,5   | 271,0  |
| 03.   | Bartłomiej Kłusek    | LKS Klimczok Bystra   | 100,5   | 104,0   | 247,0  |
| 04.   | Maciej Kot           | AZS Zakopane          | 099,0   | 099,0   | 245,5  |
| 05.   | Dawid Kubacki        | TS Wisła Zakopane     | 100,0   | 096,5   | 242,0  |
| 06.   | Krzysztof Biegun     | SSR LZS Sokół Szczyrk | 096,0   | 097,0   | 234,5  |
| 07.   | Grzegorz Miętus      | AZS Zakopane          | 096,5   | 096,5   | 234,0  |
| 08.   | Jan Ziobro           | WKS Zakopane          | 094,0   | 099,0   | 233,5  |
| 09.   | Aleksander Zniszczoł | KS Wisła w Wiśle      | 095,0   | 097,5   | 232,0  |
| 10.   | Klemens Murańka      | TS Wisła Zakopane     | 094,5   | 096,5   | 230,0  |
| 11.   | Łukasz Podżorski     | KS Wisła w Wiśle      | 095,5   | 095,5   | 229,0  |
| 12.   | Stefan Hula          | WKS Zakopane          | 092,5   | 097,0   | 226,0  |
| 13.   | Przemysław Kantyka   | LKS Klimczok Bystra   | 094,0   | 095,5   | 225,0  |
| 14.   | Adam Ruda            | Zagórskie TS Zakucie  | 093,0   | 095,5   | 221,0  |
| 15.   | Andrzej Zapotoczny   | AZS Zakopane          | 093,5   | 094,5   | 220,5  |

### Männer Großschanze

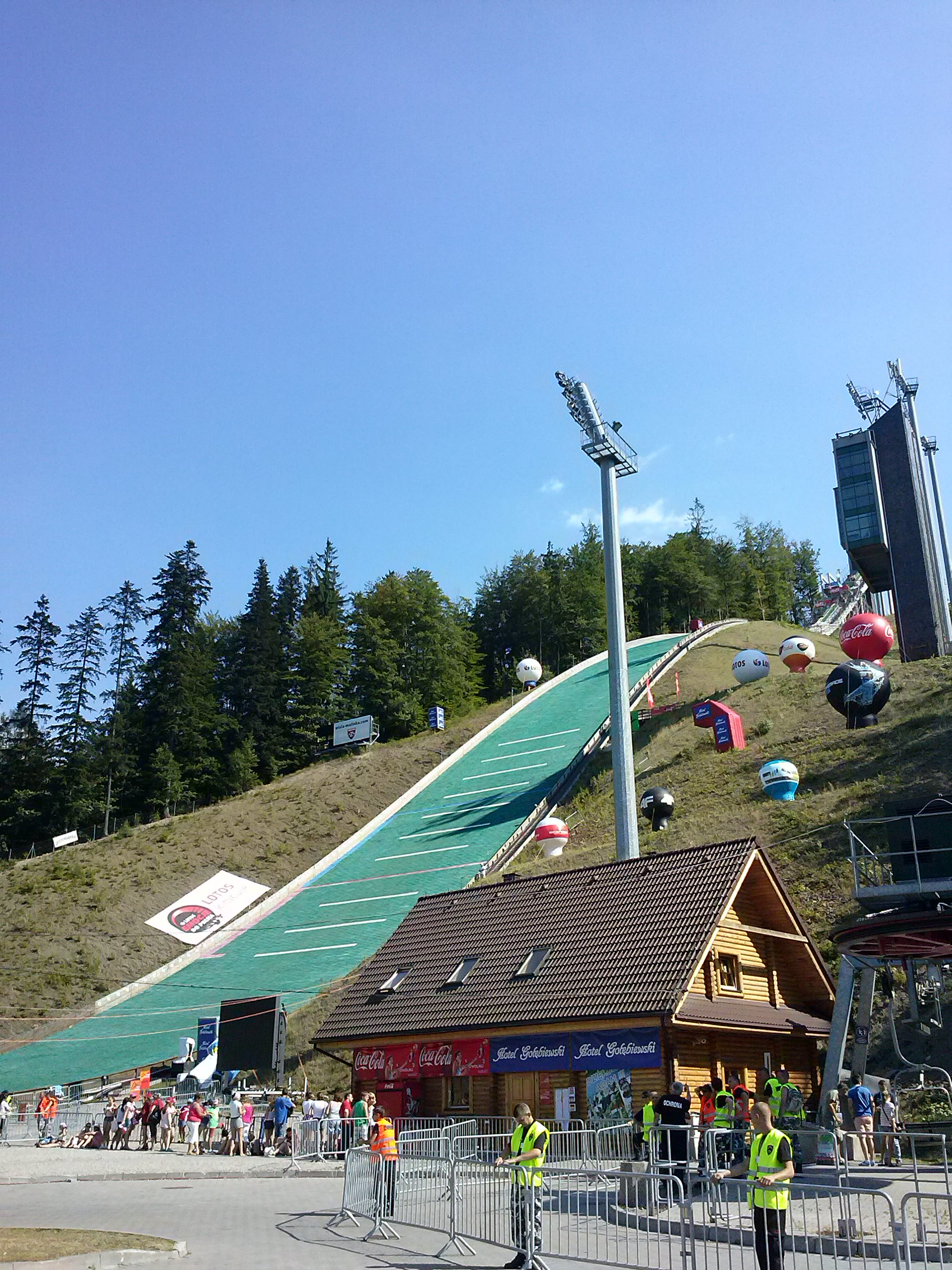
Austragungsort: Malinka

Der Einzelwettbewerb von der Großschanze fand am 19. Juli 2014 auf der Malinka (HS 134) in Wisła statt. Es waren 52 Athleten gemeldet, die alle in die Wertung kamen. Kamil Stoch zeigte sowohl im ersten Durchgang als auch im zweiten Durchgang den weitesten Sprung und wurde mit großem Vorsprung polnischer Meister. Während die durchschnittliche Sprungweite im ersten Durchgang bei 104,1 Metern lag, vergrößerte sich der Wert im zweiten Durchgang auf 116,7 Metern.
| Platz | Name                 | Verein                       | Weite 1 | Weite 2 | Punkte |
| ----- | -------------------- | ---------------------------- | ------- | ------- | ------ |
| 01.   | Kamil Stoch          | WKS Zakopane                 | 134,5   | 135,0   | 279,6  |
| 02.   | Piotr Żyła           | KS Wisła w Wiśle             | 129,0   | 126,0   | 256,5  |
| 03.   | Jakub Wolny          | LKS Klimczok Bystra          | 126,5   | 125,5   | 252,1  |
| 04.   | Maciej Kot           | AZS Zakopane                 | 125,5   | 124,5   | 249,0  |
| 05.   | Stefan Hula          | WKS Zakopane                 | 126,0   | 123,0   | 247,7  |
| 06.   | Dawid Kubacki        | TS Wisła Zakopane            | 125,5   | 125,0   | 246,9  |
| 07.   | Krzysztof Biegun     | SSR LZS Sokół Szczyrk        | 123,0   | 123,0   | 237,8  |
| 08.   | Bartłomiej Kłusek    | LKS Klimczok Bystra          | 122,5   | 120,5   | 232,9  |
| 09.   | Grzegorz Miętus      | AZS Zakopane                 | 120,0   | 121,5   | 230,7  |
| 10.   | Klemens Murańka      | TS Wisła Zakopane            | 120,0   | 121,0   | 229,8  |
| 11.   | Jan Ziobro           | WKS Zakopane                 | 120,0   | 120,5   | 228,4  |
| 12.   | Stanisław Biela      | UKS Sołtysianie Stare Bystre | 119,5   | 121,0   | 226,4  |
| 13.   | Dawid Jarząbek       | TS Wisła Zakopane            | 119,5   | 119,0   | 225,3  |
| 14.   | Aleksander Zniszczoł | KS Wisła w Wiśle             | 119,0   | 118,5   | 223,0  |
| 15.   | Krzysztof Leja       | AZS Zakopane                 | 116,5   | 117,0   | 213,3  |

### Männer Team
Das Teamspringen wurde am 20. Juli 2014 von der Großschanze Malinka in Wisła durchgeführt. Es nahmen zehn Teams aus sechs Vereinen teil. Piotr Żyła sprang zwar mit 140 Metern am weitesten, konnte den Sprung allerdings nicht stehen. Die beste Einzelleistung zeigte Kamil Stoch mit insgesamt 287,7 eingebrachten Punkten in die Teamwertung.
| Platz | Verein                | Name                                                                      | Weite 1                 | Weite 2                 | Punkte |
| ----- | --------------------- | ------------------------------------------------------------------------- | ----------------------- | ----------------------- | ------ |
| 01.   | AZS Zakopane I        | Grzegorz Miętus Krzysztof Miętus Andrzej Zapotoczny Maciej Kot            | 126,0 121,5 115,0 129,0 | 119,5 117,5 121,0 120,5 | 926,5  |
| 02.   | TS Wisła Zakopane I   | Andrzej Gąsienica Dawid Jarząbek Klemens Murańka Dawid Kubacki            | 111,0 126,0 124,0       | 101,5 116,0 128,5 132,5 | 914,3  |
| 03.   | WKS Zakopane          | Marcin Budz Stefan Hula Jan Ziobro Kamil Stoch                            | 104,5 132,0 112,5 136,0 | 087,5 128,0 125,5 133,0 | 903,2  |
| 04.   | KS Wisła w Wiśle I    | Mateusz Kojzar Artur Kukuła Aleksander Zniszczoł Piotr Żyła               | 125,0 124,0 100,5 140,0 | 105,5 124,5 104,0 120,0 | 843,8  |
| 05.   | SSR LZS Sokół Szczyrk | Dominik Kastelik Konrad Janota Sebastian Hebel Krzysztof Biegun           | 115,0 116,0 114,0 118,0 | 113,0 106,5 111,5 130,0 | 813,2  |
| 06.   | AZS Zakopane II       | Jakub Kot Andrzej Stękała Krzysztof Leja Wojciech Gąsienica-Kotelnicki    | 124,5 122,0 116,0 092,0 | 118,5 107,0 117,0 113,0 | 802,5  |
| 07.   | LKS Klimczok Bystra   | Kacper Konior Przemysław Kantyka Bartłomiej Kłusek Jakub Wolny            | 091,0 113,0 119,0 116,5 | 085,0 111,5 127,0 125,5 | 756,3  |
| 08.   | AZS Zakopane III      | Jan Łowisz Krystian Kołodziej Wojciech Marusarz Bartosz Gąsienica-Laskowy | 106,5 101,0 083,5 086,0 | 107,0 055,0 083,0 087,0 | 394,7  |

### Frauen Mittelschanze
Der Einzelwettbewerb der Frauen fand am 11. Oktober 2014 von der Skalite-Mittelschanze (HS 77) in Szczyrk statt. Es waren dreizehn Athletinnen gemeldet, die alle in die Wertung kamen. Magdalena Pałasz gewann den historisch ersten Wettkampf der polnischen Frauenmeisterschaften. Joanna Szwab gewann Silber vor der 14-jährigen Kinga Rajda. Die größte Weite zeigte Pałasz mit 71 Metern, während Anna Żądło mit 28 Metern am kürzesten sprang.
| Platz | Name             | Verein                       | Weite 1 | Weite 2 | Punkte |
| ----- | ---------------- | ---------------------------- | ------- | ------- | ------ |
| 01.   | Magdalena Pałasz | UKS Sołtysianie Stare Bystre | 070,5   | 071,0   | 219,8  |
| 02.   | Joanna Szwab     | KS Chochołów                 | 062,5   | 061,5   | 184,8  |
| 03.   | Kinga Rajda      | SSR LZS Sokół Szczyrk        | 059,5   | 060,5   | 174,5  |
| 04.   | Anna Twardosz    | PKS Olimpijczyk Gilowice     | 055,0   | 051,0   | 136,7  |
| 05.   | Marcelina Herzyk | KS Wisła w Wiśle             | 051,5   | 054,0   | 132,6  |
| 06.   | Kamila Karpiel   | AZS Zakopane                 | 051,0   | 051,0   | 128,4  |
| 07.   | Monika Luber     | PKS Olimpijczyk Gilowice     | 051,0   | 047,5   | 115,7  |
| 08.   | Joanna Kil       | AZS Zakopane                 | 045,0   | 052,0   | 113,4  |
| 09.   | Katarzyna Pałasz | UKS Sołtysianie Stare Bystre | 046,0   | 044,5   | 092,6  |
| 10.   | Paulina Cieślar  | KS Wisła w Wiśle             | 045,0   | 043,5   | 090,2  |
| 11.   | Dominika Zawada  | KS Wisła w Wiśle             | 044,5   | 042,0   | 084,3  |
| 12.   | Anna Żądło       | LKS Klimczok Bystra          | 031,0   | 028,0   | 019,8  |
| 13.   | Justyna Badura   | KS Wisła w Wiśle             | 029,0   | 029,0   | 018,1  |